# Васильчиков, Илларион Сергеевич
Князь Илларио́н Серге́евич Васи́льчиков (15 [27] апреля 1881, Санкт-Петербург — 3 июня 1969, Эберштайнбург) — русский общественный деятель и политик, член IV Государственной думы от Ковенской губернии.

## Биография
Сын генерала от кавалерии князя Сергея Илларионовича Васильчикова и Марии Николаевны Исаковой (1853—1922). С четырёх до десяти лет жил в Пятигорске, где квартировал Нижегородский драгунский полк, которым командовал его отец. В 1891 году семья переехала в Царское Село, где располагался лейб-гвардии Гусарский его величества полк.
Окончил Царскосельскую Николаевскую гимназию с золотой медалью (1899) и юридический факультет Санкт-Петербургского университета с дипломом 1-й степени (1903). Воинскую повинность отбывал в лейб-гвардии 4-м стрелковом Императорской фамилии батальоне, 10 августа 1905 года произведен в подпоручики. 4 января 1906 года вышел в запас гвардейской пехоты по Петербургскому уезду.
В 1906 году поступил на службу в Министерство юстиции, был откомандирован в канцелярию 1-го департамента Сената. В 1908 участвовал в ревизии Туркестанского края.
Затем поселился в Юрбургском поместье Васильчиковых. 2 августа 1909 года был избран ковенским губернским предводителем дворянства. Кроме того, был почетным мировым судьей Россиенского уезда. С 6 декабря 1913 года состоял в звании камергера.

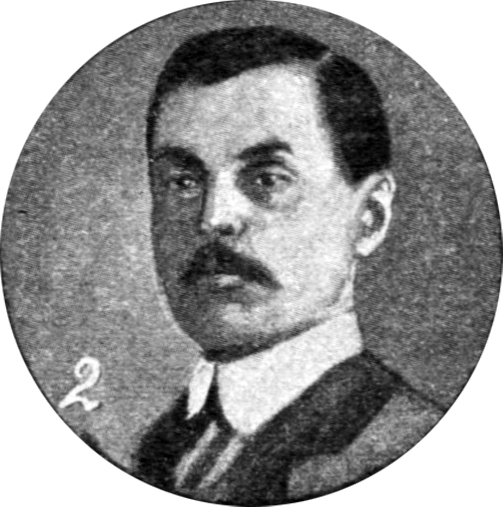
И. С. Васильчиков, 1914

В 1912 году был избран членом Государственной думы от русского населения Ковенской губернии. Входил во фракцию центра. Состоял членом бюджетной комиссии и председателем сельскохозяйственной комиссии.
С началом Первой мировой войны, 14 августа 1914 года определен в 17-й стрелковый полк. На фронте состоял при генералах Нахичеванском и Скоропадском. Награждён орденом Св. Владимира 4-й степени с мечами и бантом (ВП 29.10.1914). Произведен в поручики 23 февраля 1915 года «за отличия в делах против неприятеля». Высочайшим приказом от 18 июля 1915 года уволен от военной службы для определения к статским делам.
Во время Февральской революции избран членом Особого временного комитета Государственной думы, правительственный комиссар и с июля постоянный член Главного управления Российского общества Красного креста. В сентябре 1917 года был избран представителем Государственной думы на Поместном Соборе Русской православной церкви. Участвовал в 1-й и 3-й сессиях, был членом юридического совещания при Соборном совете и X, XVIII отделов.
Весной 1919 года вместе с семьёй покинул Петроград и через Крым, Константинополь и Мальту переехал в Европу. Жил в Берлине, затем в Париже. Активно занимался общественной деятельностью: входил в Русский парламентский комитет в Берлине, Международный комитет помощи русским беженцам в Париже (1921), участвовал в съезде хозяйственного восстановления России в Мюнхене (1921), Российском зарубежном съезде в Париже (1926). Участвовал в открытии Богословского института в Париже (1925) и в работе Российского торгово-промышленного и финансового союза (1926).
В 1932 году переехал в Литву, где у Васильчиковых сохранились некоторые земельные владения. Вместе с женой и младшим сыном Георгием поселился в Ковно, занимался ведением хозяйства и русской общественной деятельностью. Княжна Лидия Леонидовна и сын Георгий покинули Каунас за полгода до присоединения Литвы к СССР, а сам князь Илларион Сергеевич бежал в Германию только в июне 1940 года.
До 1945 года жил в Берлине вместе с дочерьми Татьяной и Марией, затем переехал в Баден-Баден.
В 1960 году Патриарх Московский Алексий I наградил князя Васильчикова орденом Святого князя Владимира 2-й степени.
Скончался 3 июня 1969 года в Эберштайнбурге. Похоронен в г. Баден-Бадене (центральная часть кладбища). Могила внесена в «Перечень находящихся за рубежом мест погребения, имеющих для Российской Федерации историко-мемориальное значение».
Оставил мемуары, опубликованные в России в 2002 году. Архив князя Васильчикова хранится в Бахметевском архиве.

## Семья
С 1909 года женат на княжне Лидии Леонидовне Вяземской (1886—1948), дочери генерала от кавалерии князя Л. Д. Вяземского. Их дети:
- Ирина (1909—1993)
- Александр (1912—1939), умер от туберкулеза в Лозанне.
- Татьяна (1914—2006), замужем за князем Паулем фон Меттернихом (1917—1992). Писательница, мемуаристка, меценат.
- Мария (1917—1978), автор «Берлинского дневника 1940—1945 г.», рассказывающего о Германии времен Второй мировой войны и заговоре 20 июля, с некоторыми из участников которого Мария была знакома. Дневник был переведен на девять языков и стал международным бестселлером.
- Георгий (1919—2008), историк, переводчик, общественный деятель. Участник Французского сопротивления, переводчик на Нюрнбергском процессе и в ООН. Член редакционного совета журнала «Наше наследие».

## Сочинения
- Васильчиков И. С. То, что мне вспомнилось. Воспоминания князя Иллариона Сергеевича Васильчикова / Из архива семьи Васильчиковых. Подготовка текста, предисловие, послесловие и комментарии Г. И. Васильчикова. — М.: Олма-Пресс, Звёздный мир, 2002. — 191 с. — (Эпохи и судьбы). — ISBN 5948500276.
- Васильчиков Илларион - То, что мне вспомнилось, аудиокнига Архивная копия от 21 мая 2021 на Wayback Machine